# Чемпионат Европы по плаванию в ластах 1974
7-й чемпионат Европы по плаванию в ластах прошёл в Потсдаме (ГДР) с 21 по 24 августа 1974 года.

## Медалисты

### Мужчины
| Дисциплина         | Золото                                                                    | Золото   | Серебро                                                      | Серебро  | Бронза                                                         | Бронза   |
| ------------------ | ------------------------------------------------------------------------- | -------- | ------------------------------------------------------------ | -------- | -------------------------------------------------------------- | -------- |
| 50 м, ныряние      | Шаварш Карапетян · СССР                                                   | 17.40    | Юрий Каразаев · СССР                                         | 17.80    | И. Ковач · Венгрия                                             | 19.10    |
| 100 м, в акваланге | Шаварш Карапетян · СССР                                                   | 40.10    | Юрий Каразаев · СССР                                         | 40.11    | Х. Хельмхольц · ГДР                                            | 44.98    |
| 400 м, в акваланге | Шаварш Карапетян · СССР                                                   | 3:21.45  | Александр Мошкин · СССР                                      | 3:28.22  | Х. Хельмхольц · ГДР                                            | 3:32.01  |
| 800 м, в акваланге | Шаварш Карапетян · СССР                                                   | 7:11.00  | Юрий Каразаев · СССР                                         | 7:14.78  | Х. Хельмхольц · ГДР                                            | 7:27.15  |
| 100 м, в ластах    | Ю. Василенко · СССР                                                       | 44.87    | Х. Винклер · ГДР                                             | 44.98    | Александр Мошкин · СССР                                        | 45.12    |
| 200 м, в ластах    | Владимир Андреев · СССР                                                   | 1:37.24  | Х. Винклер · ГДР                                             | 1:40.28  | Юри Краветс · СССР                                             | 1:40.29  |
| 400 м, в ластах    | Владимир Андреев · СССР                                                   | 3:28.53  | Х. Винклер · ГДР                                             | 3:31.38  | Юри Краветс · СССР                                             | 3:33.05  |
| 800 м, в ластах    | Бернд Яудзимс · ГДР                                                       | 7:18.34  | Юри Краветс · СССР                                           | 7:23.52  | Х. Винклер · ГДР                                               | 7:28.29  |
| 1500 м, в ластах   | Бернд Яудзимс · ГДР                                                       | 14:14.62 | Александр Шумков · СССР                                      | 14:20.95 | Владимир Андреев · СССР                                        | 14:34.48 |
| эстафета 4×100 м   | Юрий Каразаев · Александр Мошкин · Ю. Василенко · Владимир Андреев · СССР | 2:57.31  | Х. Хельмхольц · Х. Винклер · Х. Монх · В. Мусс · ГДР         | 3:03.13  | С. Шмайсер · П. Зинс · П. Пьеве · Б. Крогюнесс · Франция       | 3:09.42  |
| эстафета 4×200 м   | Ю. Василенко · Александр Мошкин · Юри Краветс · Владимир Андреев · СССР   | 6:35.22  | Х. Хельмхольц · Х. Винклер · Бернд Яудзимс · А. Мюллер · ГДР | 6:38.69  | Жан-Мари Ойенар · Д. Менги · П. Пьеве · Б. Крогюнесс · Франция | 7:08.02  |

### Женщины
| Дисциплина         | Золото                                              | Золото   | Серебро                                                               | Серебро  | Бронза                                                  | Бронза   |
| ------------------ | --------------------------------------------------- | -------- | --------------------------------------------------------------------- | -------- | ------------------------------------------------------- | -------- |
| 25 м, ныряние      | Ирина Фаломкина · СССР                              | 9.20     | Татьяна Долотовская · СССР                                            | 9.40     | Мария Фодор · Венгрия                                   | 9.80     |
| 100 м, в ластах    | Тамара Самотой · СССР                               | 49.82    | Д. Шрайбер · ГДР                                                      | 50.86    | Ирина Фаломкина · СССР                                  | 50.87    |
| 200 м, в ластах    | Тамара Самотой · СССР                               | 1:50.15  | Д. Шрайбер · ГДР                                                      | 1:52.04  | А.Менги · Франция                                       | 1:52.52  |
| 400 м, в ластах    | С. Петерс · ГДР                                     | 3:51.96  | Тамара Самотой · СССР                                                 | 3:53.16  | Анке Яудзимс · ГДР                                      | 3:53.16  |
| 800 м, в ластах    | С. Петерс · ГДР                                     | 8:05.04  | Анке Яудзимс · ГДР                                                    | 8:14.22  | Тамара Самотой · СССР                                   | 8:14.69  |
| 1500 м, в ластах   | С. Петерс · ГДР                                     | 15:32.91 | Анке Яудзимс · ГДР                                                    | 15:49.11 | Вера Зборщик · СССР                                     | 16:13.92 |
| 100 м, в акваланге | Ирина Фаломкина · СССР                              | 45.95    | Татьяна Долотовская · СССР                                            | 48.20    | С. Петерс · ГДР                                         | 51.01    |
| 400 м, в акваланге | Татьяна Долотовская · СССР                          | 3:52.63  | С. Петерс · ГДР                                                       | 3:55.95  | Ирина Фаломкина · СССР                                  | 3:58.93  |
| эстафета 4×100 м   | С. Петерс · Р. Линке · М. Краузе · Д. Шрайбер · ГДР | 3:22.73  | Светлана Ани · Вера Зборщик · Ирина Фаломкина · Тамара Самотой · СССР | 3:24.67  | А. Менги · Д. Эсклапес · С. Валенс · Ф. Верле · Франция | 3:32.10  |